# Torbjørn Falkanger
Torbjørn Getz Falkanger, född 8 oktober 1927 i Strinda (sedan 1964 en stadsdel i Trondheim), död 16 juli 2013, var en norsk backhoppare som tävlade för Byåsen Idrettslag. Han tillhörde världens backhoppningselit på mitten av 1900-talet.

## Karriär
Torbjørn Falkanger vann nationella juniormästerskapen 1946 i Drammen före Christian Mohn och Hans Bjørnstad. Året efter vann han juniorklassen i Holmenkollen. 1948 vann Falkanger Svenska Skidspelen, hans första seger utanför Norge. 1949 vann Falkanger båda Holmenkollrennet och norska mästerskapen. Som senior kom han bland de fyra bästa i sju norska mästerskap och bland de fem bästa sex gånger i Holmenkollen. 
I Skid-VM 1950 i Lake Placid, New York blev Falkanger nummer 5. Tävlingen vanns av Hans Bjørnstad. Norge hade alla sina fyra utövare bland de fem bästa. Bara Thure Lindgren från Sverige kom emellan och vann silvermedaljen. Arnfinn Bergmann vann bronset, 2,6 poäng före Falkanger.
Torbjørn Falkanger hörde till de allra största favoriterna inför olympiska vinterspelen i Oslo 1952. Falkanger föll i en tävling i julhelgen innan OS och fick en hjärnskakning och ett nyckelbensbrott, men han kom tillbaka till OS-tävlingen och blev silvermedaljör inför nästan 150.000 åskådare. Falkanger låg i täten efter första omgången, men hoppade fyra meter kortare i andra omgången och Arnfinn Bergmann kunde smita förbi och vinna guldet 4,5 poäng före Falkanger. Bronset gick till Karl "Brätt-Kalle" Holmström från Sverige. Torbjørn Falkanger läste deltagarnas ed under öppningsceremonin. 
Falkanger deltog i Skid VM 1954 och fick dela femteplatsen med hemmahopparen Erik Styf, 3,5 poäng från prispallen. Finland tog en dubbel med Matti Pietikäinen och Veikko Heinonen före bronsvinnande Bror Östman från Sverige, som bara var 0,5 poäng från silvermedaljen.
Under träning inför OS 1956 skadade sig Falkanger svårt och hoppkarriären var över.

## Utmärkelser
Falkanger tilldelades Holmenkollenmedaljen 1952 tillsammans med Nils ”Mora-Nisse” Karlsson, Stein Eriksen och Heikki Hasu.

## Övrigt
Torbjørn Falkanger studerade Business Administration ved State University of Washington 1950–51. Senare arbetade han i familjeföretaget Falkanger Sko AS .